# Тубафон
Тубафонът е музикален перкусионен инструмент от групата на пластинковите инструменти. Представлява вариант на глокеншпила, но с по-меко звучене.
Тубафонът има трапецовидна форма, а вместо пластини има комплект от тръби, най-често изработени от алуминий. Те са разположени хоризонтално в хроматичен ред, като между тях са разположени пружини, а не прагчета както е при останалите пластинкови инструменти. Тубафонът има диапазон от три октави.